# Cap de Creus
Cap de Creus er en halvø, beliggende i Catalonien, cirka 25 kilometer syd for den franske grænse. Den nærmeste by er Figueres, som er hovedstaden i Alt Empordà, hvilket også er fødebyen for den spanske maler Salvador Dali.
I øjeblikket er området en naturpark.
Cap de Creus har et areal på 190 kvadratkilometer med et ekstraordinært landskab.